# Emmanuel Petit
Emmanuel Laurent Petit (Dieppe, 22 settembre 1970) è un ex calciatore francese, di ruolo centrocampista. Con la nazionale francese fu campione del mondo 1998 e campione d'Europa 2000.

## Biografia
È stato sposato con Agathe de La Fontaine.

## Carriera

### Club
Cresciuto nel piccolo club dell'Argues, a 18 anni venne ingaggiato dal Monaco di Arsène Wenger, che lo schierò sia come centrale che come laterale. Nel 1991 vinse la Coppa di Francia e nel 1996-1997 la Ligue 1. Arrivò in finale nella Coppa delle Coppe del 1991-1992, persa dai monegaschi contro il Werder Brema per 2-0.
Nel 1997 si trasferì all'Arsenal, con cui conseguì il double Premier League-FA Cup nel 1997-1998. Nell'estate del 2000 fu il Barcellona ad assicurarsi le prestazioni del Campione del mondo e fresco Campione d'Europa per 15 milioni di euro, ma in Spagna giocò una sola stagione, prima di approdare, nel 2001, al Chelsea per 7,5 milioni di sterline. Con il club inglese chiuse la carriera agonistica nel 2004.

### Nazionale
Con la nazionale francese esordì molto giovane, nel 1990. Vinse il campionato del mondo 1998 (fu sua la terza rete nella finale vinta per 3-0 contro il Brasile) e il campionato d'Europa 2000, e giocò l'ultima partita in nazionale nel 2003.

## Statistiche

### Presenze e reti nei club
Statistiche aggiornate al 1º febbraio 2014.
| Stagione        | Squadra         | Campionato      | Campionato | Campionato | Coppe nazionali | Coppe nazionali | Coppe nazionali | Coppe continentali | Coppe continentali | Coppe continentali | Altre coppe | Altre coppe | Altre coppe | Totale | Totale |
| Stagione        | Squadra         | Comp            | Pres       | Reti       | Comp            | Pres            | Reti            | Comp               | Pres               | Reti               | Comp        | Pres        | Reti        | Pres   | Reti   |
| --------------- | --------------- | --------------- | ---------- | ---------- | --------------- | --------------- | --------------- | ------------------ | ------------------ | ------------------ | ----------- | ----------- | ----------- | ------ | ------ |
| 1987-1988       | Monaco 2        | CN              | 10         | 0          | -               | -               | -               | -                  | -                  | -                  | -           | -           | -           | 10     | 0      |
| 1988-1989       | Monaco 2        | CN              | 19         | 0          | -               | -               | -               | -                  | -                  | -                  | -           | -           | -           | 19     | 0      |
| Totale Monaco 2 | Totale Monaco 2 | Totale Monaco 2 | 29         | 0          |                 | -               | -               |                    | -                  | -                  |             | -           | -           | 29     | 0      |
| 1988-1989       | Monaco          | D1              | 9          | 0          | CF              | 9               | 1               | CC                 | 0                  | 0                  | -           | -           | -           | 18     | 1      |
| 1989-1990       | Monaco          | D1              | 28         | 0          | CF              | 1               | 0               | CdC                | 7                  | 0                  | -           | -           | -           | 36     | 0      |
| 1990-1991       | Monaco          | D1              | 27         | 1          | CF              | 6               | 0               | CU                 | 5                  | 0                  | -           | -           | -           | 38     | 1      |
| 1991-1992       | Monaco          | D1              | 28         | 0          | CF              | 4               | 0               | CdC                | 7                  | 0                  | -           | -           | -           | 39     | 0      |
| 1992-1993       | Monaco          | D1              | 25         | 1          | CF              | 2               | 0               | -                  | -                  | -                  | -           | -           | -           | 27     | 1      |
| 1993-1994       | Monaco          | D1              | 28         | 0          | CF              | 2               | 0               | UCL                | 10                 | 0                  | -           | -           | -           | 40     | 0      |
| 1994-1995       | Monaco          | D1              | 25         | 1          | CF+CdL          | 1+1             | 0               | -                  | -                  | -                  | -           | -           | -           | 27     | 1      |
| 1995-1996       | Monaco          | D1              | 23         | 1          | CF+CdL          | 3+0             | 0               | CU                 | 1                  | 0                  | -           | -           | -           | 27     | 1      |
| 1996-1997       | Monaco          | D1              | 29         | 0          | CF+CdL          | 1+3             | 0               | CU                 | 7                  | 0                  | -           | -           | -           | 40     | 0      |
| Totale Monaco   | Totale Monaco   | Totale Monaco   | 222        | 4          |                 | 33              | 1               |                    | 37                 | 0                  |             | -           | -           | 292    | 5      |
| 1997-1998       | Arsenal         | PL              | 32         | 2          | FACup+CdL       | 7+3             | 0               | CU                 | 2                  | 0                  | -           | -           | -           | 44     | 2      |
| 1998-1999       | Arsenal         | PL              | 27         | 4          | FACup+CdL       | 3+0             | 2               | UCL                | 3                  | 0                  | CS          | 1           | 0           | 34     | 6      |
| 1999-2000       | Arsenal         | PL              | 26         | 3          | FACup+CdL       | 3+0             | 0               | UCL+CU             | 2+8                | 0                  | CS          | 1           | 0           | 40     | 3      |
| Totale Arsenal  | Totale Arsenal  | Totale Arsenal  | 85         | 9          |                 | 16              | 2               |                    | 15                 | 0                  |             | 2           | 0           | 118    | 11     |
| 2000-2001       | Barcellona      | PD              | 23         | 1          | CR              | 5               | 0               | UCL+CU             | 4+6                | 0                  | -           | -           | -           | 38     | 1      |
| 2001-2002       | Chelsea         | PL              | 27         | 1          | FACup+CdL       | 6+2             | 0               | CU                 | 3                  | 0                  | -           | -           | -           | 38     | 1      |
| 2002-2003       | Chelsea         | PL              | 24         | 1          | FACup+CdL       | 5+1             | 0+1             | CU                 | 1                  | 0                  | -           | -           | -           | 31     | 2      |
| 2003-2004       | Chelsea         | PL              | 4          | 0          | FACup+CdL       | 1+0             | 0               | UCL                | 2                  | 0                  | -           | -           | -           | 7      | 0      |
| Totale Chelsea  | Totale Chelsea  | Totale Chelsea  | 55         | 2          |                 | 15              | 1               |                    | 6                  | 0                  |             | -           | -           | 76     | 3      |
| Totale carriera | Totale carriera | Totale carriera | 414        | 16         |                 | 69              | 4               |                    | 68                 | 0                  |             | 2           | 0           | 553    | 20     |

### Cronologia presenze e reti in nazionale
| Cronologia completa delle presenze e delle reti in nazionale ― Francia | Cronologia completa delle presenze e delle reti in nazionale ― Francia | Cronologia completa delle presenze e delle reti in nazionale ― Francia | Cronologia completa delle presenze e delle reti in nazionale ― Francia | Cronologia completa delle presenze e delle reti in nazionale ― Francia | Cronologia completa delle presenze e delle reti in nazionale ― Francia | Cronologia completa delle presenze e delle reti in nazionale ― Francia | Cronologia completa delle presenze e delle reti in nazionale ― Francia |
| Data                                                                   | Città                                                                  | In casa                                                                | Risultato                                                              | Ospiti                                                                 | Competizione                                                           | Reti                                                                   | Note                                                                   |
| ---------------------------------------------------------------------- | ---------------------------------------------------------------------- | ---------------------------------------------------------------------- | ---------------------------------------------------------------------- | ---------------------------------------------------------------------- | ---------------------------------------------------------------------- | ---------------------------------------------------------------------- | ---------------------------------------------------------------------- |
| 14-8-1990                                                              | Parigi                                                                 | Francia                                                                | 0 – 0                                                                  | Polonia                                                                | Amichevole                                                             | -                                                                      |                                                                        |
| 25-3-1992                                                              | Saint-Denis                                                            | Francia                                                                | 3 – 3                                                                  | Belgio                                                                 | Amichevole                                                             | -                                                                      |                                                                        |
| 27-5-1992                                                              | Ginevra                                                                | Svizzera                                                               | 2 – 1                                                                  | Francia                                                                | Amichevole                                                             | -                                                                      |                                                                        |
| 5-6-1992                                                               | Lens                                                                   | Francia                                                                | 1 – 1                                                                  | Paesi Bassi                                                            | Amichevole                                                             | -                                                                      |                                                                        |
| 26-8-1992                                                              | Parigi                                                                 | Francia                                                                | 0 – 2                                                                  | Brasile                                                                | Amichevole                                                             | -                                                                      |                                                                        |
| 9-9-1992                                                               | Sofia                                                                  | Bulgaria                                                               | 2 – 0                                                                  | Francia                                                                | Qual. Mondiali 1994                                                    | -                                                                      |                                                                        |
| 17-2-1993                                                              | Tel Aviv                                                               | Israele                                                                | 0 – 4                                                                  | Francia                                                                | Qual. Mondiali 1994                                                    | -                                                                      |                                                                        |
| 27-3-1993                                                              | Vienna                                                                 | Austria                                                                | 0 – 1                                                                  | Francia                                                                | Qual. Mondiali 1994                                                    | -                                                                      |                                                                        |
| 28-4-1993                                                              | Parigi                                                                 | Francia                                                                | 2 – 1                                                                  | Svezia                                                                 | Qual. Mondiali 1994                                                    | -                                                                      |                                                                        |
| 28-7-1993                                                              | Bordeaux                                                               | Francia                                                                | 3 – 1                                                                  | Russia                                                                 | Amichevole                                                             | -                                                                      |                                                                        |
| 8-9-1993                                                               | Tampere                                                                | Finlandia                                                              | 0 – 2                                                                  | Francia                                                                | Qual. Mondiali 1994                                                    | -                                                                      |                                                                        |
| 13-10-1993                                                             | Parigi                                                                 | Francia                                                                | 2 – 3                                                                  | Israele                                                                | Qual. Mondiali 1994                                                    | -                                                                      |                                                                        |
| 17-11-1993                                                             | Marsiglia                                                              | Francia                                                                | 1 – 2                                                                  | Bulgaria                                                               | Qual. Mondiali 1994                                                    | -                                                                      |                                                                        |
| 26-5-1994                                                              | Parigi                                                                 | Francia                                                                | 1 – 0                                                                  | Australia                                                              | Amichevole                                                             | -                                                                      |                                                                        |
| 21-6-1994                                                              | Nîmes                                                                  | Francia                                                                | 3 – 1                                                                  | Grecia                                                                 | Amichevole                                                             | -                                                                      |                                                                        |
| 11-10-1997                                                             | Lens                                                                   | Francia                                                                | 2 – 1                                                                  | Sudafrica                                                              | Amichevole                                                             | -                                                                      |                                                                        |
| 12-11-1997                                                             | Saint-Étienne                                                          | Francia                                                                | 2 – 1                                                                  | Inghilterra                                                            | Amichevole                                                             | -                                                                      |                                                                        |
| 25-3-1998                                                              | Mosca                                                                  | Russia                                                                 | 1 – 0                                                                  | Francia                                                                | Amichevole                                                             | -                                                                      |                                                                        |
| 27-5-1998                                                              | Casablanca                                                             | Marocco                                                                | 0 – 1                                                                  | Francia                                                                | Amichevole                                                             | -                                                                      |                                                                        |
| 5-6-1998                                                               | Helsinki                                                               | Finlandia                                                              | 0 – 1                                                                  | Francia                                                                | Amichevole                                                             | -                                                                      |                                                                        |
| 12-6-1998                                                              | Marsiglia                                                              | Francia                                                                | 3 – 0                                                                  | Sudafrica                                                              | Mondiali 1998 - 1º turno                                               | -                                                                      |                                                                        |
| 24-6-1998                                                              | Lione                                                                  | Danimarca                                                              | 1 – 2                                                                  | Francia                                                                | Mondiali 1998 - 1º turno                                               | 1                                                                      |                                                                        |
| 28-6-1998                                                              | Lens                                                                   | Francia                                                                | 1 – 0 gg                                                               | Paraguay                                                               | Mondiali 1998 - Ottavi di finale                                       | -                                                                      |                                                                        |
| 3-7-1998                                                               | Saint-Denis                                                            | Italia                                                                 | 0 – 0 dts (3 – 4 dtr)                                                  | Francia                                                                | Mondiali 1998 - Quarti di finale                                       | -                                                                      |                                                                        |
| 8-7-1998                                                               | Saint-Denis                                                            | Francia                                                                | 2 – 1                                                                  | Croazia                                                                | Mondiali 1998 - Semifinale                                             | -                                                                      |                                                                        |
| 12-7-1998                                                              | Saint-Denis                                                            | Brasile                                                                | 0 – 3                                                                  | Francia                                                                | Mondiali 1998 - Finale                                                 | 1                                                                      |                                                                        |
| 10-10-1998                                                             | Leningrado                                                             | Russia                                                                 | 2 – 3                                                                  | Francia                                                                | Qual. Euro 2000                                                        | -                                                                      |                                                                        |
| 20-1-1999                                                              | Marsiglia                                                              | Francia                                                                | 1 – 0                                                                  | Marocco                                                                | Amichevole                                                             | -                                                                      |                                                                        |
| 10-2-1999                                                              | Londra                                                                 | Inghilterra                                                            | 0 – 2                                                                  | Francia                                                                | Amichevole                                                             | -                                                                      |                                                                        |
| 27-3-1999                                                              | Saint-Denis                                                            | Francia                                                                | 0 – 0                                                                  | Ucraina                                                                | Qual. Euro 2000                                                        | -                                                                      |                                                                        |
| 5-6-1999                                                               | Saint-Denis                                                            | Francia                                                                | 2 – 3                                                                  | Russia                                                                 | Qual. Euro 2000                                                        | 1                                                                      |                                                                        |
| 9-6-1999                                                               | Barcellona                                                             | Andorra                                                                | 0 – 1                                                                  | Francia                                                                | Qual. Euro 2000                                                        | -                                                                      |                                                                        |
| 23-2-2000                                                              | Parigi                                                                 | Francia                                                                | 1 – 0                                                                  | Polonia                                                                | Amichevole                                                             | -                                                                      |                                                                        |
| 29-3-2000                                                              | Glasgow                                                                | Scozia                                                                 | 0 – 2                                                                  | Francia                                                                | Amichevole                                                             | -                                                                      |                                                                        |
| 26-4-2000                                                              | Bordeaux                                                               | Francia                                                                | 3 – 2                                                                  | Slovenia                                                               | Amichevole                                                             | -                                                                      |                                                                        |
| 28-5-2000                                                              | Zagabria                                                               | Croazia                                                                | 0 – 2                                                                  | Francia                                                                | Amichevole                                                             | -                                                                      |                                                                        |
| 4-6-2000                                                               | Sapporo                                                                | Giappone                                                               | 2 – 2                                                                  | Francia                                                                | Amichevole                                                             | -                                                                      |                                                                        |
| 6-6-2000                                                               | Dakar                                                                  | Senegal                                                                | 1 – 5                                                                  | Francia                                                                | Amichevole                                                             | -                                                                      |                                                                        |
| 11-6-2000                                                              | Bruges                                                                 | Francia                                                                | 3 – 0                                                                  | Danimarca                                                              | Euro 2000 - 1º turno                                                   | -                                                                      |                                                                        |
| 16-6-2000                                                              | Bruges                                                                 | Cecoslovacchia                                                         | 1 – 2                                                                  | Francia                                                                | Euro 2000 - 1º turno                                                   | -                                                                      |                                                                        |
| 28-6-2000                                                              | Bruxelles                                                              | Francia                                                                | 2 – 1                                                                  | Portogallo                                                             | Euro 2000 - Semifinale                                                 | -                                                                      |                                                                        |
| 16-8-2000                                                              | Nizza                                                                  | Francia                                                                | 5 – 1                                                                  | Camerun                                                                | Amichevole                                                             | -                                                                      |                                                                        |
| 2-9-2000                                                               | Saint-Denis                                                            | Francia                                                                | 1 – 1                                                                  | Inghilterra                                                            | Amichevole                                                             | 1                                                                      |                                                                        |
| 4-10-2000                                                              | Saint-Denis                                                            | Francia                                                                | 1 – 1                                                                  | Brasile                                                                | Amichevole                                                             | -                                                                      |                                                                        |
| 7-10-2000                                                              | Johannesburg                                                           | Sudafrica                                                              | 0 – 0                                                                  | Francia                                                                | Amichevole                                                             | -                                                                      |                                                                        |
| 15-11-2000                                                             | Istanbul                                                               | Turchia                                                                | 0 – 4                                                                  | Francia                                                                | Amichevole                                                             | -                                                                      |                                                                        |
| 27-2-2001                                                              | Parigi                                                                 | Francia                                                                | 1 – 0                                                                  | Germania                                                               | Amichevole                                                             | -                                                                      |                                                                        |
| 24-3-2001                                                              | Saint-Denis                                                            | Francia                                                                | 5 – 0                                                                  | Giappone                                                               | Amichevole                                                             | -                                                                      |                                                                        |
| 28-3-2001                                                              | Valencia                                                               | Spagna                                                                 | 2 – 1                                                                  | Francia                                                                | Amichevole                                                             | -                                                                      |                                                                        |
| 25-4-2001                                                              | Lione                                                                  | Francia                                                                | 4 – 0                                                                  | Portogallo                                                             | Amichevole                                                             | -                                                                      |                                                                        |
| 15-8-2001                                                              | Nantes                                                                 | Francia                                                                | 1 – 0                                                                  | Danimarca                                                              | Amichevole                                                             | -                                                                      |                                                                        |
| 1-9-2001                                                               | Santiago del Cile                                                      | Cile                                                                   | 2 – 1                                                                  | Francia                                                                | Amichevole                                                             | -                                                                      |                                                                        |
| 6-10-2001                                                              | Tolosa                                                                 | Francia                                                                | 4 – 1                                                                  | Algeria                                                                | Amichevole                                                             | 1                                                                      |                                                                        |
| 13-2-2002                                                              | Rennes                                                                 | Francia                                                                | 2 – 1                                                                  | Romania                                                                | Amichevole                                                             | 1                                                                      |                                                                        |
| 27-3-2002                                                              | Saint-Denis                                                            | Francia                                                                | 5 – 0                                                                  | Scozia                                                                 | Amichevole                                                             | -                                                                      |                                                                        |
| 17-4-2002                                                              | Bordeaux                                                               | Francia                                                                | 0 – 0                                                                  | Messico                                                                | Amichevole                                                             | -                                                                      |                                                                        |
| 18-5-2002                                                              | Parigi                                                                 | Francia                                                                | 1 – 2                                                                  | Argentina                                                              | Amichevole                                                             | -                                                                      |                                                                        |
| 26-5-2002                                                              | Suwon                                                                  | Corea del Sud                                                          | 2 – 3                                                                  | Francia                                                                | Amichevole                                                             | -                                                                      |                                                                        |
| 31-5-2002                                                              | Seul                                                                   | Senegal                                                                | 1 – 0                                                                  | Francia                                                                | Mondiali 2002 - 1º turno                                               | -                                                                      |                                                                        |
| 6-6-2002                                                               | Pusan                                                                  | Francia                                                                | 0 – 0                                                                  | Uruguay                                                                | Mondiali 2002 - 1º turno                                               | -                                                                      |                                                                        |
| 21-8-2002                                                              | Radès                                                                  | Tunisia                                                                | 1 – 1                                                                  | Francia                                                                | Amichevole                                                             | -                                                                      |                                                                        |
| 12-2-2003                                                              | Saint-Denis                                                            | Francia                                                                | 0 – 2                                                                  | Rep. Ceca                                                              | Amichevole                                                             | -                                                                      |                                                                        |
| Totale                                                                 |                                                                        | Presenze                                                               | 63                                                                     |                                                                        | Reti                                                                   | 6                                                                      |                                                                        |

## Palmarès

### Club
- Coppa di Francia: 1

Monaco: 1990-1991
- Campionato francese: 1

Monaco: 1996-1997
- Campionato inglese: 1

Arsenal: 1997-1998
- Coppa d'Inghilterra: 1

Arsenal: 1997-1998
- Charity Shield: 2

Arsenal: 1998, 1999

### Nazionale
- Campionato mondiale: 1

Francia 1998
- Campionato d'Europa: 1

Belgio-Paesi Bassi 2000